# Riksdagen 1680
Under Riksdagen 1680 yrkade de lägre stånden på reduktion, men adeln spjärnade emot. Kung Karl XI, biträdd av bland annat rådgivaren Hans Wachtmeister, framlade på denna sin första riksdag ett reduktionsförslag som antogs av riksdagen. Samtliga donationer från utrikesprovinserna skulle dras in till kronan och de inkomstbringande grev- och friherreskapen avskaffas. Även donationer med större årlig avkastning än 600 daler silvermynt reducerades. På så vis gick lågadeln ganska fri från reduktionen, medan högadeln drabbades hårt. Sammanlagt 80 procent av 1600-talets jordavsöndringar återgick till kronan. Enligt dekret från Karl XI skulle han själv i fortsättningen bestämma vilka frågor som skulle underställas riksrådet.